# Enrique Esperabé de Arteaga
Enrique Esperabé y Arteaga (Salamanca, 6 de julio de 1868 – ibid, 6 de abril de 1966) fue catedrático y rector de la Universidad de Salamanca.

## Biografía
Hijo del catedrático y rector de la Universidad de Salamanca Mamés Esperabé Lozano, estudió Filosofía y Letras en la universidad salmantina. Profesor primero y luego catedrático de la misma universidad, fue rector entre 1923 y 1929.
Se casó con Celia González Cobos, hija de Cecilio González-Domingo, arquitecto y político afincado en Salamanca. Fue padre de Jesús Esperabé de Arteaga González, profesor y político.
Fue senador desde 1918 a 1923.